# Kataklysm
Kataklysm es una banda canadiense de death metal, fundada en 1991 en la ciudad de Montreal, Quebec.
Ellos llaman a su estilo musical como "northern hyperblast" ("hiperexplosión norteña") después de un anuncio publicado en la revista M.E.A.T. describiendo a otra banda, Fear Factory, como "hyperblast". 
El término refiere a la extrema rapidez y energía en la percusión mostrada por su baterista, Max Duhamel, tanto en el estudio como en los shows en vivo.

## Biografía
Kataklysm publicó su primer LP en 1995, el tremendo "Sorcery" y sus letras expresan un sentir profundo sobre el caos y fin inminente de la civilización occidental. Magia, sueño y devastación son pulsares catatónicos de su expresividad.
Kataklysm se formó en 1992. Al comienzo de su carrera fueron principalmente conocidos por ser una de las bandas más caóticas y rápidas del metal. Sin embargo, su música ha cambiado después de que Sylvain Houde abandonara la banda, y el bajista/vocalista Maurizio Iacono se hiciese cargo de las voces, y otro bajista a tiempo completo fue contratado. Sylvain es uno de los vocalistas más extraños de la historia del death metal, ya que su estilo para interpretar las composiciones de la banda le exigieron una gran gama de screams y growl, haciéndolo parecer algo desaforado y esquizofrénico en algunos temas com "The Unholy Signature", "Sorcery", o "The Rays Of Ra". 
En 1998, la banda publicó el álbum Victims Of This Fallen World, un álbum en el que se observa un cambio en el estilo musical respecto a los anteriores, mucho más depresivo, pretende ser un disco muy experimental, eso queda demostrado con canciones como "Godhead", "Inminent Downfall", o la rarísima " I Remember" en donde se escucha un violín durante toda la canción. El siguiente álbum fue The Prophecy (Stigmata Of The Immaculate), es en donde la banda retoma algo de su caótico estilo, aunque menos brutal y gutural, pero con una sólida base Hardcore-Death Metal que se demuestra en el tema "Stormland" y se evidencia además en las siguientes entregas Epic: The Poetry Of War" y "Shadows And Dust". 
El baterista Max Duhamel dice que los anteriores bateristas del grupo han sido expulsados de la banda a causa de las lesiones. Eventualmente, Duhamel, recuperado de sus lesiones, participó en el exitoso sucesor del alabado Serenity In Fire (2004), In The Arms Of Devastation (2006), su noveno álbum de estudio.
Kataklysm se ha mantenido relativamente estable en comparación con muchas otras bandas del género. Los bateristas componen la gran mayoría de la lista de exmiembros del grupo.
El 23 de mayo de 2008 se estrenó el esperado nuevo disco de Kataklysm, titulado Prevail, el cual ya es considerado por muchos como su mejor álbum debido a la gran fuerza que éste muestra.

## Miembros

### Miembros actuales
- Maurizio Iacono – voz (antes bajo)
- Jean-Francois Dagenais – guitarras
- Stephane Barbe – bajo
- Oli Beaudoin – batería

### Miembros pasados
- Sylvain Houde – voz
- Max Duhamel - batería
- Martin Maurais - batería
- Nick Miller – batería
- Ariel Saied – batería
- Brayam Valdebenito- guitarras

## Discografía
- The Mystical Gate of Reincarnation (1993)
- Sorcery (1995)
- Temple of Knowledge (1996)
- Victims of this Fallen World (1998)
- The Prophecy (Stigmata of the Immaculate) (2000)
- Epic: The Poetry of War (2001)
- Shadows & Dust (2002)
- Serenity in Fire (2004)
- In the Arms of Devastation (2006)
- Prevail (2008)
- Heaven's Venom (2010)
- Iron Will: Twenty Years Determined (2012)
- Waiting for the End to Come (2013)
- Of Ghosts And Gods (2015)
- Meditations (2018)
- Unconquered (2020)
- Goliath (2023)

### Álbumes en vivo
- Northern Hyperblast Live (1998)
- Live in Deutschland - The Devastation Begins (2007)

### Demos
- The Death Gate Cycle of Reincarnation (1992)
- Vision the Chaos (1994)
- Sorcery & the Mystical Gate of Reincarnation (1998)